# Wolfgang Golther

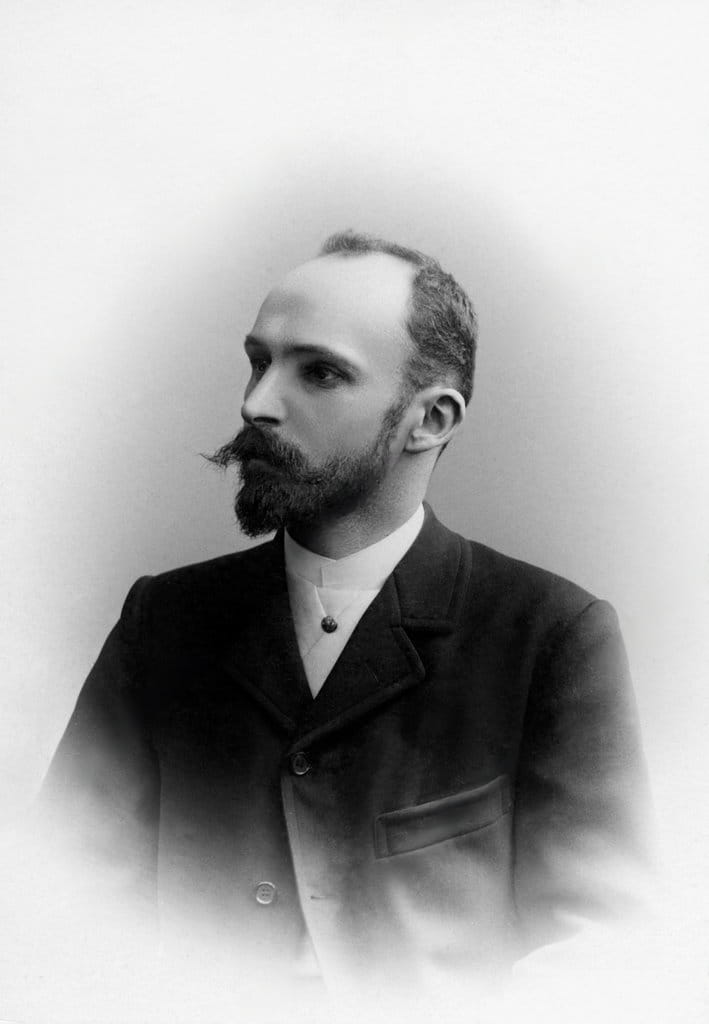
Wolfgang Golther (um 1900)

Wolfgang Karl Golther (* 25. Mai 1863 in Stuttgart; † 14. Dezember 1945 in Rostock) war ein deutscher Germanist und Literaturhistoriker. Er gilt als Mitbegründer der Wagner-Philologie.

## Leben
Wolfgang Golther, Sohn des württembergischen Kultusministers Ludwig von Golther, war zeitweilig Privatdozent an der Universität München, dann Rektor und Dekan sowie seit 1907 nebenamtlicher Direktor der Universitätsbibliothek Rostock. Von 1895 bis 1932 hielt er am Institut für Germanistik der Universität Rostock Vorlesungen. Forschungsschwerpunkte Golthers waren die germanische Mythologie und die deutsche Literatur des Mittelalters. Golthers Werke gelten noch heute als Standardwerke. Im Jahr 1939 wurde ihm die Goethe-Medaille für Kunst und Wissenschaft verliehen.
Der Akademisch-Neuphilologische Verein München im WKV ernannte ihn am 3. Mai 1889 zum Ehrenmitglied.

## Schriften (Auswahl)

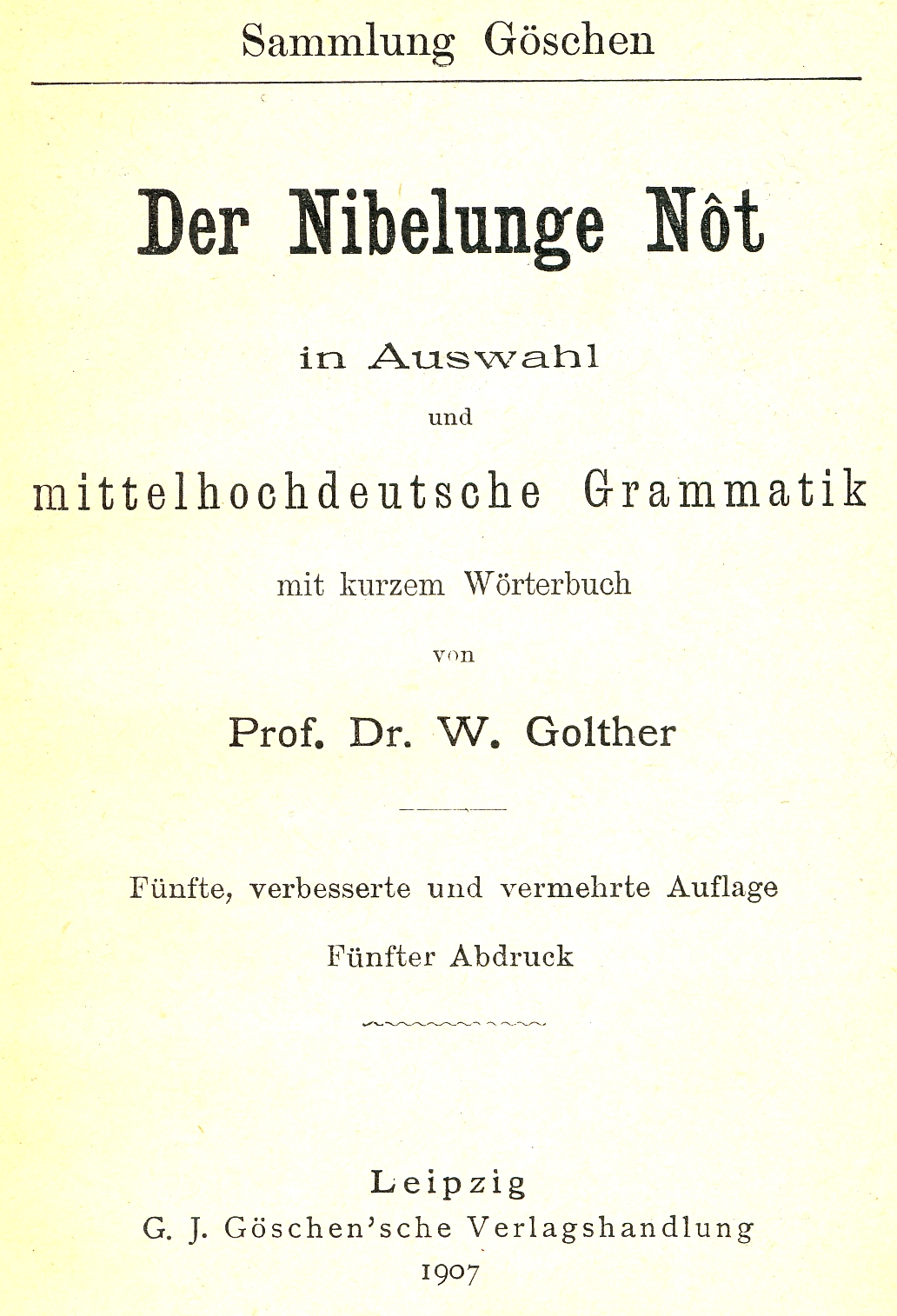
Titelseite zu Der Nibelunge Nôt, Sammlung Göschen, Leipzig 1907

- Deutsche Heldensage. Ehlermann, Berlin/ Dresden/ Leipzig 1894, DNB 579997294.
- Der Nibelunge Nôt, Sammlung Göschen, Leipzig 1907
- Die Gralssage bei Wolfram von Eschenbach. Rede zur Feier des 28. 2. 1910 (Digitalisat).
- Die deutsche Dichtung im Mittelalter. Metzler Stuttgart 1912. (Marix Verlag, Wiesbaden 2005, ISBN 3-86539-002-1)
- Germanische Götter und Heldensagen. Fourier, Wiesbaden 2003, ISBN 3-932412-44-3.
- Handbuch der Germanischen Mythologie 1908. (Marix Verlag, Wiesbaden 2004, ISBN 3-937715-38-X)
- Zur deutschen Sage und Dichtung: gesammelte Aufsätze. Behr, Berlin/ Leipzig 1914.
- Richard Wagner – Leben und Lebenswerk – Musikerbiographie. Reclam-Verlag, 1926.
- als Hrsg.: Heinrich von Kleist: Robert Guiskard, Herzog der Normänner. Reclam-Verlag, Stuttgart 1964, DNB 452445191.
- Parzival und der Gral in der Dichtung des Mittelalters und der Neuzeit. Stuttgart 1925.
- Parzival in der deutschen Literatur. 1929, DNB 579997359.
- Tristan und Isolde in der französischen und deutschen Dichtung des Mittelalters und der Neuzeit. De Gruyter, Berlin/ Leipzig 1929, DNB 451614364.
- Geschichte der deutschen Literatur Vol. 1. Von den ersten Anfängen bis zum Ausgang des Mittelalters, von Wolfgang Golther.- Vol. 2. Seit dem Ausgang des Mittelalters, von Karl Borinski

### Herausgebertätigkeit
- Das Lied vom Hürnen Seyfried nach der Druckredaction des 16. Jahrhunderts. Mit einem Anhange: Das Volksbuch vom gehörnten Siegfried nach der ältesten Ausgabe(1726). Niemeyer, Halle a, S. 1911.
- Richard Wagner: Gesammelte Schriften und Dichtungen in zehn Bänden. 1912.
- Richard Wagner an Mathilde Wesendonck. Tagebuchblätter und Briefe 1853–1871. Duncker, Berlin 1904.
- Die sagengeschichtlichen Grundlagen der Ringdichtung Richard Wagners.